# National Coalition for Sexual Freedom
National Coalition for Sexual Freedom (NCSF) es una organización estadounidense dedicada a la defensa y la educación sobre la sexualidad positiva, fundada en 1997. La NCSF cuenta con más de cien socios de coalición (entre los que se incluyen empresas, bufetes de abogados, profesionales de la salud mental y clubes) y más de sesenta miembros de apoyo (compuestos por particulares y empresas). Defienden los derechos de los adultos que llevan estilos de vida alternativos en lo que respecta a la sexualidad y la composición de las relaciones, concretamente la tolerancia y la no discriminación de las personas identificadas como tales, así como la educación de los adultos que llevan esos estilos de vida. La sede principal de la organización se encuentra en Baltimore (Maryland).

## Fundación
En 1997, Susan Wright fundó la NCSF bajo los auspicios de activistas y organizaciones sadomasoquistas de Nueva York, destacando como sucios fundadores Black Rose, The Eulenspiegel Society, Gay Male S/M Activists, National Leather Association International y The Society of Janus.

## Misión
La misión de la NCSF está comprometida, como indican en sus estatutos, a «crear un entorno político, legal y social en los Estados Unidos que promueva la igualdad de derechos para los adultos que consienten participar en expresiones sexuales y relacionales alternativas». La NCSF tiene como objetivo promover los derechos y defender a los adultos que consienten participar en las comunidades BDSM-leather-fetichista, swing y poliamorosa. «Perseguimos nuestra visión a través de servicios directos, educación, defensa y divulgación, en colaboración con nuestros socios, para beneficiar directamente a estas comunidades».
La misión de la NCSF ha cambiado desde su fundación. En 2002 se añadieron a su misión los derechos de los swingers, las personas poliamorosas y algunos otros grupos de sexualidad alternativa.
El 14 de mayo de 2020, la junta directiva de la NCSF aprobó su Visión de Diversidad e Inclusión:

El objetivo de la NCSF es cumplir mejor nuestra misión a través de una mejor comprensión de la diversidad de voces y experiencias en nuestras comunidades. Reconocemos las similitudes y diferencias entre las personas que nos hacen únicos. Nuestro objetivo es ser inclusivos creando oportunidades para que más personas de diversos orígenes estén representadas y sean escuchadas por la NCSF.

## Programas
El Programa de Divulgación Educativa de la NCSF ofrece formación a profesionales sobre las comunidades BDSM-leather-fetichista, swing y poliamorosa, información a los miembros de dichas comunidades sobre el consentimiento y las cuestiones legales que pueden afectarles, y apoyo en las iniciativas de divulgación y educación de los grupos, clubes y eventos de esas comunidades a las fuerzas del orden, los organismos de servicios y las autoridades locales.
El Directorio de Profesionales Concientes del Kink y el Poliamor, anteriormente conocido como la lista de Profesionales Concientes del Kink (lista KAP), ha sido mantenido por la NCSF desde enero de 2006. Es un directorio de profesionales que se han «ofrecido voluntariamente para ser contactados por personas involucradas en la sexualidad «kinky».

El Programa de Divulgación en los Medios de Comunicación de la NCSF proporciona fragmentos de audio y tácticas a sus defensores y aliados para tratar con los medios de comunicación. También ofrece regularmente formación sobre medios de comunicación y realiza entrevistas.
En 2006, la NCSF participó en una mesa redonda de líderes del cuero en la conferencia Creating Change, en la que se debatieron los objetivos de las comunidades BDSM, cuero y fetichistas, en particular la despenalización del BDSM. Posteriormente, se celebró una reunión pública en la Conferencia de Liderazgo del Cuero para seguir debatiendo este objetivo y establecer un borrador de plan de trabajo. En 2007, la NCSF asumió un papel de liderazgo en el proyecto Consent Counts.
El programa de notificación y respuesta a incidentes (IRR) de la NCSF proporciona recursos educativos y derivaciones a profesionales, y realiza un seguimiento de los tipos de solicitudes que se reciben.

## Investigación
Entre 2005 y 2013, el programa de Notificación y Respuesta a Incidentes de la NCSF recopiló informes de sus miembros en los que se indicaba que la sección sobre parafilias del Manual Diagnóstico y Estadístico DSM-IV-TR, publicado por la Asociación Estadounidense de Psiquiatría (APA), se estaba utilizando en procedimientos penales y civiles para «diagnosticar» de manera informal a personas identificadas como fetichistas como incapaces de controlar su comportamiento y, por lo tanto, no aptas para conservar la custodia de sus hijos.
Como primer paso para despatologizar el BDSM consensuado, la NCSF instó a la APA a separar los comportamientos sexuales (parafilia) de los trastornos mentales (trastornos parafílicos). El Subgrupo de Parafilias de la APA publicó en febrero de 2010 sus propuestas de revisión del DSM-5, que diferenciaban las parafilias consensuales de los trastornos parafílicos, lo que contribuyó en gran medida a cambiar la forma en que los tribunales de familia consideran el comportamiento BDSM de un progenitor durante una audiencia de custodia de menores, eliminando normalmente el comportamiento BDSM como factor perjudicial en esos casos. A medida que se difundió la noticia con la publicación del DSM-5 en mayo de 2013, el número de casos denunciados al IRR de la NCSF se redujo significativamente, pasando de 124 padres que denunciaron problemas con la custodia de los hijos en 2008 a 15 padres en 2017.
La Encuesta sobre Violencia y Discriminación de 1998 de la NCSF documentó incidentes de discriminación, acoso y agresiones físicas contra personas y grupos identificados con el BDSM: el 36 % de los encuestados denunció haber sufrido algún tipo de violencia o acoso debido a sus prácticas BDSM, mientras que el 30 % denunció discriminación laboral.
La encuesta sobre funcionamiento psicológico y victimización y perpetración de violencia de la NCSF de 2015 reveló que solo el 9,8 % de los 816 encuestados afirmaba ser completamente abierto sobre su participación en el BDSM, mientras que el resto lo ocultaba en mayor o menor medida debido al estigma que todavía se asocia con el comportamiento sexual no convencional. La mayoría de los participantes declararon haber sido víctimas de violencia (el 26 % declaró haber sido agredido, mientras que el 42 % declaró haber sido agredido sexualmente), pero los propios participantes no eran propensos a cometer actos violentos, con bajos índices de propensión a la agresión, agresión sexual y aceptación de los mitos sobre la violación. Definidos como víctimas de un delito basado en su condición real o percibida de practicantes de BDSM o fetichistas, el 7,7 % de los participantes también informaron haber sido víctimas de un delito de odio basado en el BDSM.

## Aspectos legales
Nitke v. Gonzales. El 11 de diciembre de 2001, la NCSF presentó una demanda en el tribunal federal de la ciudad de Nueva York con Barbara Nitke, una artista neoyorquina que había explorando cuestiones de relaciones sexuales y deseo a través de la fotografía desde 1982. Esta histórica demanda contra los Estados Unidos cuestionaba la constitucionalidad de las leyes sobre obscenidad de la Communications Decency Act, alegando que violaban la libertad de expresión de los proveedores de contenidos de Internet e inhibían el debate sobre cuestiones sexuales en Internet entre adultos que dan su consentimiento. El abogado del caso fue John Wirenius, autor de First Amendment, First Principles: Verbal Acts and Freedom of Speech (2000).
United States, Appellee v. Miles. El 4 de diciembre de 2014, la NCSF solicitó con éxito permiso para presentar un escrito como amicus curiae en apoyo de la petición del apelante de que se revisara un caso militar en el que un marine participó en un trío consentido y, por ello, fue condenado por adulterio, intento de sodomía consentida y conducta indecente, un «delito» basado únicamente en una conducta sexual indefinida incompatible con la «decencia común». La NCSF argumentó en su amicus curiae que la condena del soldado de primera clase Miles por intento de sodomía consentida en virtud del artículo 134 del Código Uniforme de Justicia Militar (UMCJ) violaba su libertad constitucional tal y como la define el Tribunal Supremo de los Estados Unidos en Lawrence v. Texas, y que las disposiciones del UMCJ relativas a la conducta sexual consentida y no lesiva son incompatibles con las costumbres sexuales actuales de la sociedad estadounidense.
Woodhull Freedom Foundation et al v. United States. El 20 de febrero de 2019, la NCSF se unió a sus aliados para presentar un escrito en apoyo de los recurrentes que impugnaban la FOSTA, la Ley de 2017 que permitía a los estados y a las víctimas luchar contra el tráfico sexual en línea.

## Premios
En 1999, 2002, 2005 y 2010, la NCSF recibió el premio a la Gran Organización sin Ánimo de Lucro del Año como parte de los Premios Pantheon of Leather.